# Monts Tobacco Root
Les monts Tobacco Root sont un massif montagneux des Rocheuses situé dans le Montana, aux États-Unis, et culminant à 3 232 mètres d'altitude à Hollowtop Mountain.

Vue panoramique depuis le sud-ouest.